# 纳塔利娅·加夫里利察
纳塔利娅·加夫里利察（羅馬尼亞語：Natalia Gavrilița；1977年9月21日—）是一名摩爾多瓦政治人物，曾任摩爾多瓦總理，並曾於2019年瑪雅·桑杜任職總理時出任財政部長。隶属行動和團結黨的她透過該黨於2021年摩爾多瓦議會選舉中大勝，而獲桑杜提名、國會批准成為總理。